# Moudao (köpinghuvudort i Kina, Hubei Sheng, lat 30,44, long 108,68)
Moudao (kinesiska: 谋道, 谋道镇) är en köpinghuvudort i Kina. Den ligger i provinsen Hubei, i den centrala delen av landet, omkring 540 kilometer väster om provinshuvudstaden Wuhan. Antalet invånare är 44 236. Befolkningen består av 21 918 kvinnor och 22 318 män. Barn under 15 år utgör 28,0 %, vuxna 15-64 år 57 %, och äldre över 65 år 13,0 %.
Runt Moudao är det ganska tätbefolkat, med 172 invånare per kvadratkilometer. Närmaste större samhälle är Wangying, 18,2 km söder om Moudao. Omgivningarna runt Moudao är en mosaik av jordbruksmark och naturlig växtlighet.
Genomsnittlig årsnederbörd är 1 547 millimeter. Den regnigaste månaden är maj, med i genomsnitt 260 mm nederbörd, och den torraste är januari, med 15 mm nederbörd.